# 科罗拉多州参议院
科罗拉多州参议院（英語：Colorado State Senate）是美国科罗拉多总议会的上議院，共有35名參议员，每届任期4年，每兩年改選半數議席。参议院议长由參議員互選產生，现任议长为民主黨籍的史蒂夫·芬伯格。